# W88

Diagramma di una W88. Nel 1999, è trapelato che la bomba primaria (in alto) è oblunga, mentre la secondaria (in basso) è sferica.

W88 è la sigla identificativa di una testata termonucleare dell'arsenale atomico degli Stati Uniti d'America. La sua potenza stimata è di 475 kilotoni, e fa parte delle armi atomiche più distruttive  ed avanzate del genere. La W88 è stata concepita nel Los Alamos National Laboratory nel 1970, nello stato del Nuovo Messico.
La peculiarità di questo ordigno è la sua compattezza del design, infatti fino a otto W88 possono essere montate su un missile vettore Trident II SLBM (Submarine Launched Ballistic Missile), oppure su un missile MIRV. Le dimensioni sono 1,75 m in altezza; 0,55 m in larghezza ed un peso di 360 Kg. L'interno presenta due masse separate, quella superiore a forma di sferoide (nome in codice Komodo), mentre quella inferiore a sfera (nome in codice Cursa). 
Lo sviluppo di questa testata ha moltiplicato la letalità degli SSBN statunitensi, dato che la possibilità di installare fino a otto testate per missile consente di adottare una tattica in grado di colpire più bersagli con un solo lancio. Oltre all'aumento delle capacità distruttive, il frazionamento della salva rende difficile localizzare le testate in discesa.